# Люшня Михайло Петрович
Михайло Петрович Люшня (05 листопада 1942, смт Вовковинці Деражнянський район Хмельницька область) – подільський композитор, диригент, керівник Хмельницької обласної організації Всеукраїнської музичної спілки, голова об’єднання подільських композиторів, художній керівник ансамблю музики і пісні «Ретро», почесний член Хмельницької  літературної  спілки «Поділля».

## Біографія
Михайло Петрович  Люшня народився 5 листопада 1942 р. в селищі Вовковинці Деражнянського району Хмельницької області. Любов до музики проявив ще з дитинства. Починаючи з 4 класу він самотужки оволодів грою на гармошці, а згодом на баяні.
У 1961 році закінчив Кам'янець-Подільське культосвітнє училище (нині Кам'янець-Подільський коледж культури і мистецтв)(хоровий відділ).
У 1975 р. - Хмельницьке музичне училище ім. В. Заремби (нині Хмельницький музичний коледж імені Владислава Заремби)(теоретичний відділ).
У 1984 р. - Рівненський педагогічний інститут (нині Рівненський державний гуманітарний університет) (музично-педагогічний факультет).
Працював вчителем музики у Вовковинецькій школі-інтернаті, а з 1967 р. - у Хмельницькій школі-інтернаті.
Паралельно з музично-педагогічною діяльністю в 60-80 роках керував самодіяльними колективами - духовими оркестрами, вокально-інструментальними ансамблями, естрадними групами, хорами.
З 1975 р. працював заступником голови обла сного відділення  Національної всеукраїнської музичної спілки та головою об'єднання композиторів-піснярів Хмельниччини, автор та ведучий музичних програм обласного радіо.

## Творчість
У доробку Михайла Петровича більше ста авторських пісень для вокальних і хорових колективів, солістів. Серед відомих пісень:
«Це моя Україна», «Подільська осінь», «Маестро, біс!», «Офіцери України», «Перша вчителька», «Скрипаль», «Липовий цвіт», «Свято Перемоги», «Мамі», «Сину-ясеночку», «Хмельничанки», «Дністровський вальс», «Шаманка-осінь», «Червона калина», «Земля Хмельниччини», «Вовковинці» та ін.
М. Люшня заснував обласний фестиваль ветеранських хорів, який щорічно проводиться на передодні Дня Незалежності України; фестиваль інструментальної музики «Грай баян» на своїй малій батьківщині – у Вовковинцях; обласний конкурс  пісні про село «Подих рідної землі».
Читав лекції, давав практичні уроки на семінарах працівників культури і мистецтва. Активно працював над створенням нових програм для рідного колективу «Ретро», який успішно гастролював не тільки в Україні, але й за кордоном – у Франції, Білорусії, Греції.

## Нагороди
Михайло Люшня неодноразово відзначався грамотами та дипломами міської та  обласної рад, міського та обласного управління культури, Національної всеукраїнської музичної спілки.
1997 р. – лауреат обласної премії ім. В. Заремби.
2014 р. –  колектив «Ретро» став лауреатом Хмельницької міської премії ім. Б. Хмельницького.

## Збірки
- Люшня М. П. Добрий день вам, люди! : пісенник / М. П. Люшня; Хмельницьке обласне відділення Нац. Всеукр. музичної спілки. – Хмельницький : Прометей, 2002. – 96 с.
- Люшня М. П. Пливе човен : зб. пісень / М. П. Люшня. – Хмельницький :ПП Мельник А. А., 2007 – 55 с.
- Люшня М. П. Україна-мати. Пісні для мішаного хору та вокального ансамблю. Солоспіви / М. П. Люшня. – Тернопіль : Навчальна книга – Богдан, 2012 – 44 с.